# Alraune (film din 1952)
Alraune (1952) (sau Unnatural) este un film german științifico-fantastic-de groază regizat de Arthur Maria Rabenalt; cu Hildegard Knef și Erich von Stroheim în rolurile principale.

## Povestea
Un om de știință (interpretat de Erich von Stroheim) creează femeia perfectă (Hildegard Knef), dar din moment ce ea este artificială, ea pare să nu aibă suflet și niciun simț al moralității și va ruina viața tuturor din jurul ei.

## Distribuție
- Hildegard Knef - Alraune
- Erich von Stroheim - Jacob ten Brinken
- Karlheinz Böhm - Frank Braun
- Harry Meyen - Conte "Gerald" Geroldingen
- Rolf Henniger - Wolf Goutram
- Harry Halm - Doctor Mohn
- Hans Cossy - Mathieu, the coachman
- Gardy Brombacher - Lisbeth, the maid
- Trude Hesterberg - Fuerstin Wolkonska
- Julia Koschka - Olga Wolkonska
- Denise Vernac - Mademoiselle Duvaliere
- Arno Ebert
- Willem Holzboer